# Hendrik Johannes Bool
Hendrik Johannes Bool (Schoondijke, 27 februari 1828 - Utrecht, 22 januari 1898) was een Nederlands ambtenaar en politicus.
Hendrik Bool werd in Zeeland geboren als zoon van de kleermaker Jan Francies Bool en zijn vrouw Maria Ockers. Na het voltooien van de lagere school te Schoondijke studeerde hij Frans in IJzendijke en ging hij tot 1843 naar de École évangelique in Rijsel (Lille).
Van 1843 tot 1848 was Bool actief als klerkelijk ambtenaar te Middelburg en van 1849 tot 1859 als stenograaf bij de Staten-Generaal. In 1858 trouwde hij met Alida Catharina Keller, met wie hij twee zoons en een dochter (jong-gestorven) zou krijgen. Van 1859 tot 1863 werkte hij als chef afdeling nijverheid (commies) bij het Ministerie van Binnenlandse Zaken tot hij in 1864 naar Nederlands-Indië verhuist. Hij was toen al enkele jaren bestuurslid van het Indisch Genootschap, betrokken als redacteur bij de uitgave van de koloniale jaarboeken (1860-1863), en bestuurslid van het Koninklijk Instituut voor de taal-, land- en volkenkunde van Nederlandsch-Indië (1861-1863; ~1889).
Hij ging aan de slag bij het Algemene Secretarie te Buitenzorg, eerst als onderchef van de afdeling statistiek, maar hij klom op in de rangen om in 1872 directeur van financiën te worden. In 1876/1877 kreeg hij voor de eerste maal Europees verlof, en na zijn terugkeer werd hij directeur van Burgerlijke Openbare Werken, tot hij in 1880 (eerst wederom op Europees verlof, vervolgens definitief) terugkeerde naar continentaal Nederland.
Tijdens zijn periode in Indië was Bool betrokken bij diverse gerelateerde publicaties, zo was hij redacteur van de Nederlandsche Staatsalmanak voor Nederlandsch-Indië (vanaf 1864) en redacteur officiële mededelingen in de Javasche Courant.
Bij terugkeer vestigde hij zich in Leiden, en raakte hij al snel politiek betrokken. In 1881 werd hij in eerste instantie met een zeer klein verschil (21 stemmen) in het district Middelburg gekozen tot lid van de Tweede Kamer der Staten-Generaal. Bij het onderzoek van de geloofsbrieven kwam een onregelmatigheid aan het licht, waarop hij niet werd toegelaten. Bij nieuwe verkiezingen in januari 1882 werd hij verslagen door Pieter Cornelis 't Hooft met ruim 100 stemmen verschil.
In september 1881 werd hij gekozen als gemeenteraadslid van Leiden, wat hij tot 1891 zou blijven (toen hij naar Deventer verhuisde). Daarnaast was hij van 1882 tot 1891 ook wethouder van Leiden: eerst van burgerlijke stand en bevolkingsregister (1882/1883), later van onderwijs (1883-1887) en financiën (1887-1891). Vanaf 1886 was hij bestuurslid van de Liberale Unie.
In 1888 werd hij uiteindelijk toch in de Tweede Kamer gekozen, door de antirevolutionair Otto Jacob Eifelanus van Wassenaer van Catwijck te verslaan (welke hij in 1891 wederom versloeg bij zijn herverkiezing). In 1894 versloeg hij de liberaal-Takkiaan Hendrik Lodewijk Drucker. In de Kamer was hij koloniaal woordvoerder, en hield hij zich bezig met onderwijs- en waterstaatsaangelegenheden. Bool was anti-Takkiaan, maar was tegen sterke kiesrechtuitbreiding, en stemde in 1896 tegen de ontwerp-Kieswet van Samuel van Houten. Hij was enige maanden lid van de Centrale Afdeling. In 1897 stelde hij zich niet opnieuw verkiesbaar.
Na terugkeer in Nederland was Bool naast politiek ook maatschappelijk actief. Zo was hij lid van het College van Curatoren van de Gemeente-inrichting voor de opleiding van Oostindische ambtenaren te Leiden (~1882 - 1885), bestuurslid van de Leidse afdeling van de spaarbank Maatschappij tot Nut van 't Algemeen (1182 - 1888), bestuurslid van de Stedelijke Werkinrichting te Leiden (1883 - 1891) en regent bij het Brouchovenhof en het Sint Janshofje te Leiden. Ook was hij voorzitter en later erevoorzitter van de Vereeniging tot instandhouding van het Kolff-fonds en medewerker bij The Statesmen Yearbook voor Nederland en de Koloniën.
Bool is benoemd tot Ridder in de Orde van de Nederlandse Leeuw en was lid van de Maatschappij der Nederlandsche Letterkunde te Leiden.